# ハイパーアクチベーション
ハイパーアクチベーション、超活性化（hyperactivation）は、精子の運動の型である。超活性化した精子の運動は精子尾部の不規則で激しいうねりを特徴とする。これには卵母細胞を取り囲む透明帯への精子の侵入を補助する役割があると考えられている。
超活性化運動を起こして卵子に到達した精子は、続いて先体反応を起こして細胞の頭部にある帽子のような構造体から酵素を放出する。これにより卵子への侵入と受精が促進される。

## 意義
精子は、卵子に到達する前に卵管の上皮細胞に捕捉されることが多い。超活性化を受けない精子は上皮細胞に捕捉されたまま不活性化される。従って、超活性化を受けた精子だけが卵子と受精する能力を持つ。